# Marius Mouandilmadji
Marius Mouandilmadji, né le 22 janvier 1998 à Doba au Tchad, est un footballeur international tchadien qui joue au poste d'attaquant au Samsunspor.

## Biographie

### En club
Le 18 juillet 2018, il signe en faveur du FC Porto. Il fait ses débuts avec l'équipe première le 11 août 2018, en championnat, en entrant à la 81e à la place de Vincent Aboubakar contre le GD Chaves. Il se met en évidence en inscrivant le cinquième et dernier but du match.
Le 9 janvier 2020, il est prêté au CD Aves. Après presque trois années, Mouandilmadji quitte le Portugal pour la Belgique où il signe au RFC Seraing, juste promu en Division 1A. Il signe un contrat de 3ans , depuis 2023 avec la Samsunspor , Turquie ,,.

### En sélection
Il fait ses débuts en équipe du Tchad le 5 septembre 2019, lors d'un match qualificatif à la Coupe du monde contre le Soudan. Il se met alors en évidence en délivrant une passe décisive (défaite 1-3).
Le 07 juillet 2023, Marius Mouandoulmadji signe un contrat de trois ans avec le club turc Samsunspor, champion de deuxième division turc qui vient de monter en première division. 
Après l’élimination des Sao du Tchad lors des qualifications pour la Coupe d'Afrique des Nations 2025, Marius, capitaine emblématique de l’équipe nationale, annonce sur ses réseaux sociaux qu'il met fin à sa carrière internationale à l'âge de 26 ans.

## Palmarès
- Champion du Cameroun en 2018 avec le Cotonsport Garoua